# Claus Schilling
Claus Karl Schilling (spotykana pisownia Karl Klaus Schilling; ur. 5 lipca 1871 w Monachium, zm. 28 maja 1946) – niemiecki zbrodniarz wojenny, lekarz, który przeprowadzał eksperymenty medyczne na więźniach w obozie koncentracyjnym Dachau.

## Życiorys
Był doktorem medycyny,  specjalistą w zakresie malarii. W czasie II wojny światowej przeprowadzał zbrodnicze eksperymenty medyczne na więźniach Dachau, które dotyczyły badania odporności na malarię. Eksperymenty te objęły ponad 1000 więźniów, z których ok. 400 zmarło, a wielu innych poniosło uszczerbek na zdrowiu.
Po wojnie Schilling został oskarżony przez władze amerykańskie w procesie załogi Dachau w 1945 roku. 13 grudnia 1945 został skazany za przeprowadzanie wyżej wspomnianych eksperymentów na karę śmierci przez powieszenie. Wyrok wykonano w więzieniu Landsberg pod koniec maja 1946.